# Mimostrangalia lateripicta
Mimostrangalia lateripicta är en skalbaggsart som först beskrevs av Leon Fairmaire 1895.  Mimostrangalia lateripicta ingår i släktet Mimostrangalia och familjen långhorningar. Inga underarter finns listade i Catalogue of Life.